# اولویرا
اولویرا (به اسپانیایی: Olvera) یکی از دهستان‌های اسپانیا است.

## خصوصیات
اولویرا ۱۹۴ کیلومترمربع مساحت و ۸٬۵۸۵ نفر جمعیت دارد.